# Пегільований інтерферон альфа-2b
Пегільо́ваний інтерферо́н а́льфа-2b — напівсинтетичний противірусний препарат та імуностимулятор, який застосовується підшкірно. Пегільований інтерферон альфа-2b розроблений у лабораторії компанії «Schering-Plough», та схвалений до клінічного використання у 2001 році.

## Фармакологічні властивості
Пегільований інтерферон альфа-2b — це противірусний та імуномодулюючий препарат, що синтезується шляхом кон'югації молекули ПЕГ (біс-монометоксиполіетиленгліколь) із молекулою інтерферону альфа-2b.Пегілування інтерферону запобігає швидкому виведенню білка через нирки, зменшує його імуногенність, що сприяє зменшенню кількості побічних ефектів, зменшує агрегацію білка, та збільшує термостабільність білка. Виробництво інтерферону альфа-2b проводиться біосинтетичним методом по технології рекомбінантної ДНК та є продуктом клонованого гену лейкоцитарного інтерферону людини, що синтезується у клітинах Escherichia coli. Механізм дії препарату полягає у зв'язуванні інтерферону зі специфічними рецепторами на поверхні клітини, що призводить до швидкої активації транскрипції генів, які модулюють пригнічення реплікації вірусів, пригнічення проліферації клітин та створюють імуномодулюючий ефект. Інтерферон також стимулює вироблення цитокінів, що активують інші ланки імунітету — макрофагів та Т-кілерів. Пегільований інтерферон альфа-2b найчастіше застосовується для лікування хронічного вірусного гепатиту C, рідше у вигляді монотерапії, частіше у комбінації з рибавірином, застосовується також у комбінації з боцепревіром, телапревіром, симепревіром або софосбувіром. Також пегільований інтерферон альфа-2b застосовується для лікування меланоми. Проте за даними частини клінічних досліджень, застосування пегільваного інтерферону альфа-2b при гепатиті С менш ефективне, ніж застосування пегільованого інтерферону альфа-2а.

### Фармакодинаміка
Пегільований інтерферон альфа-2b повільно всмоктується після підшкірного введення, максимальна концентрація в крові спостерігається через 15—44 години. Препарат може проникати через плацентарний бар'єр. Даних за метаболізм препарату немає, виводиться препарат із організму переважно нирками. Період напіввиведення пегільованого інтерферону альфа-2b складає 22—60 годин, при порушенні функції нирок цей час може збільшуватися.

## Показання до застосування
Пегільований інтерферон альфа-2b застосовують при хронічному гепатиті С при відсутності декомпенсованого захворювання печінки, як самостійний препарат, або у комбінації з рибавірином. і як монотерапію в лікуванні хронічного гепатиту B.

## Побічна дія
При застосуванні пегільованого інтерферону альфа-2b можливі наступні побічні ефекти:
- З боку шкірних покривів та алергічні реакції — дуже часто (більше 10 %) висипання на шкірі, свербіж шкіри, сухість шкіри, алопеція; часто (1—10 %) фотодерматоз, підвищена пітливість або нічна пітливість, гарячка, дерматит, екзема, загострення псоріазу, синдром Стівенса-Джонсона, набряк Квінке, кропив'янка.
- З боку травної системи — дуже часто (більше 10 %) нудота, блювання, біль у животі; часто (1—10 %) сухість у роті, афтозний стоматит, кровотеча із десен, дисфагія, глосит; нечасто (0,1—1 %) шлунково-кишкові кровотечі, панкреатит, порушення функції печінки, печінкова недостатність, жировий гепатоз, холангіт, загостення виразкової хвороби, пухлина печінки, кандидоз ротової порожнини.
- З боку нервової системи — дуже часто (більше 10 %) головний біль, запаморочення, безсоння, депресія, дратівливість, збудження, порушення концентрації уваги; часто (1—10 %) порушення пам'яті, парестезії, гіпестезії або гіперстезії, тремор, мігрень, отит, біль у вухах, біль в очах, ксерофтальмія, кон'юнктивіт, затуманеність в очах, дисгевзія; нечасто (0,1—1 %) периферична нейропатія, суїцидальний настрій.
- З боку дихальної системи — дуже часто (1—10 %) кашель, задишка; часто (1—10 %) сухість у горлі, риніт, синусит, назофарингіт, бронхіт; нечасто (0,1—1 %) респіраторні вірусні інфекції, болі в грудній клітці.
- З боку серцево-судинної системи — часто (1—10 %) тахікардія, лімфаденопатія, периферичні набряки; нечасто (0,1—1 %) ендокардит, аритмія, миготлива аритмія, перикардит, тромбоемболія легеневої артерії, геморагічний інсульт, інфаркт міокарду.
- З боку опорно-рухового апарату — дуже часто (більше 50 %) артралгії, міалгії; часто (1—10 %) біль у спині, у шиї, у кістках, артрити; нечасто (0,1—1 %) міозити.
- З боку ендокринної системи та обміну речовин — дуже часто (більше 10 %) анорексія, схуднення; часто (1—10 %) гіпотиреоз, гіпертиреоз, цукровий діабет.
- З боку сечостатевої системи — часто (1—10 %) еректильна дисфункція, урогенітальні інфекції; нечасто ниркова недостатність.
- Зміни в лабораторних аналізах — часто (1—10 %) анемія, лейкопенія, нейтропенія, зниження гематокриту, тромбоцитопенія, збільшення або зменшення рівня гормонів щитоподібної залози в крові, гіпертригліцеридемія, зниження титру інтерферон-нейтралізуючих антитіл.

Крім цього, при застосуванні препарату спостерігають загостення існуючих або поява аутоімунних захворювань — тиреоїдиту, кардиту, ревматоїдного артриту, системного червоного вовчака, саркоїдозу, інтерстиційного пневмоніту.

## Протипоказання
Пегінтерферон альфа-2b протипоказаний при аутоімунному гепатиті та інших аутоімунних захворюваннях; декомпенсованому цирозі печінки; підвищеній чутливості до препарату та альфа-інтерферонів; печінковій недостатності у хворих із поєднаною інфекцією ВІЛ та гепатиту С; декомпенсованих захворюваннях щитоподібної залози; при вагітності та годуванні грудьми; епілепсії та інших хворобах нервової системи; пацієнтам, що мають у анамнезі психічні розлади, тяжкі депресії, спроби самогубства та суїцидальні думки; у дитячому віці.

## Форми випуску
Пегільований інтерферон альфа-2b випускається у вигляді ліофілізату для приготування розчину для ін'єкцій по 50, 80, 100, 120 та 150 мкг.